# مونت ورنون (میزوری)
مونت ورنون (به انگلیسی: Mount Vernon) یک شهر در ایالات متحده آمریکا است که در شهرستان لارنس، میزوری واقع شده‌است. مونت ورنون ۱۰٫۰۲ کیلومتر مربع مساحت و ۴٬۵۷۵ نفر جمعیت دارد و ۳۶۹ متر بالاتر از سطح دریا قرار دارد.